# ダヴィド・カルモ
ダヴィド・モタ・ヴェイガ・テイシェイラ・カルモ（ポルトガル語: David Mota Veiga Teixeira Carmo、1999年7月19日 - ）は、ポルトガルのサッカー選手。ポルトガル代表。オリンピアコスFC所属。ポジションはDF。

## クラブ歴
16歳の時にSCブラガの下部組織に加入。2018年8月18日にBチームで選手初出場を記録した。
2019年5月17日にはトップチームでベンチ入りを果たしたが、この最終節では出場が無かった。2020年1月17日の試合でハウー・シウヴァに代わって投入されトップチーム初出場を記録した。
2020年10月25日のヴィトーリアSCとのダービーマッチではマーカス・エドワーズへのファールでレッドカードを提示された。このファールで彼とフランセルジオが3試合出場停止、対戦相手のジョルジェ・フェルナンデスが2試合出場停止となった。それでも同年11月12日に2025年まで契約を延長した。翌年2月10日の試合でルイス・ディアスとの交錯で足を骨折、1年以上の離脱をした。
2022年7月6日、FCポルトと2027年までの契約を結んだ。
2024年1月26日、オリンピアコスFCにシーズン終了までレンタル移籍することとなった。背番号は16番。

## 代表歴
2018年にUEFA U-19欧州選手権2018、第46回トゥーロン国際大会に出場している。
2024年3月、アンゴラ代表に招集され、3月22日のモロッコ代表との親善試合で初出場。